# Polače
Polače (tal. Porto Palazzo) su naselje na otoku Mljetu, koje se nalazi na sjeverozapadnoj strani otoka u dubokom istoimenom zaljevu, okruženo četirima otočićima, što Polače čini jednom od najzaštićenijih prirodnih luka na Jadranu. Najveća je i glavna luka nacionalnog parka Mljet.

## Povijest
Polače su jedno od najstarijih naselja na Mljetu. Ime su dobile po rimskoj palači, koja je poslužila kao začetak stvaranja naselja. U 3. stoljeću rimljani su sagradili ljetnikovac u zaljevu, koji je bio potpuno zaštićen od udara bilo kojih vjetrova, ali su za odabir lokacije za gradnju palače bili presudni blizina i izvor pitke vode, koji još uvijek postoji u mjestu.
Prema legendi, palaču je, prema uzoru na rimske zaseoke iz doba Carstva dao izgraditi Agezilaj iz Anazarba u Kalikiji. Agezilaj se na Mljet sklonio zajedno sa sinom, pjesnikom Opijanom, nakon što ga je rimski car, Septimije Sever, protjerao s dvora. Legenda dalje kaže da ih je car Karakala oslobodio od zatočeništva nakon što mu je pjesnik sročio nadahnute stihove o ljepoti mora i ribarenja.
Opijan i njegov otac odbili su povratak u Rim, opravdavajući se kako svoje malo carstvo nikad ne bi mijenjali za veliko i pritom su caru poslali granu alepskog bora s ptičjim gnjezdom u kojem je bila školjka. Polače su kontinuirano bile naseljene do 11. stoljeća, kada otok dolazi u vlasništvo benidiktinaca pulsanskog reda, koji su zabranili naseljavanje u područje pod njihovom upravom. Nakon sedam stoljeća mrtvila, u 19. stoljeću Polače se opet počinju razvijati, kada su se iz Babinog Polja, oko 1830. godine, doselile obitelji Nodilo i Dabelić.

## Stanovništvo
Polače su drugo naselje po veličini i po broju stanovnika na Mljetu. Prema popisu stanovništva iz 1991. godine u Polačama je živjelo 123 stanovnika. Zbog loše životne situacije na hrvatskim otocima i Polače bilježi stalan gubitak stanovništva pa su prema popisu iz 2001. godine imale 115 stanovnika.
| broj stanovnika |       |       | 35    | 29    | 29    | 48    |       |       | 61    | 63    | 82    | 72    | 87    | 123   | 115   | 113   | 111   |
|                 | 1857. | 1869. | 1880. | 1890. | 1900. | 1910. | 1921. | 1931. | 1948. | 1953. | 1961. | 1971. | 1981. | 1991. | 2001. | 2011. | 2021. |

## Gospodarstvo
Zbog svojeg odličnog položaja, Polače su oduvijek imale sve uvjete da se može gospodarski razvijati. Od dolaska prvih obitelji, stanovništvo se bavilo ribarstvom jer nije bilo straha od jakih vjetrova. Plodna polja koja se nalaze u neposrednoj blizini mjesta bila su odlična za uzgoj vinove loze (Kneže polje i Crveno polje), a Polačno polje i manja polja oko njega su služila za uzgoj masline.
Guvna u Polačama svedoče o tome da se uzgajalo žito. Mala udaljenost od jezera je pogodovala da se Polače u drugoj polovici 20. stoljeća polako počne razvijati u turističko mjesto. U mjestu se gradi luka, koja je do devedesetih godina bila najveća luka na otoku u koju je svakodnevno dolazio brod iz Dubrovnika, a u Polače je, u ljetnim mjesecima, pristajao i trajekt iz Trstenika na Pelješcu. 
Kroz devedesete Polače prestaju biti glavna luka na Mljetu, što usporava razvoj samog mjesta. Unazad nekoliko godina stanovništvo se potpuno okreće turizmu i ugostiteljstvu kao primarnoj gospodarskoj djelatnosti. Prije nekoliko godina, zbog neisplativosti se ukida trajektna linija za Trstenik, ali Polače dobivaju brzobrodsku liniju s Dubrovnikom, Korčulom i Lastovom te postaju glavna turistička luka nacionalnog parka Mljet s uvjerljivo najvećim prihvatom turista na otoku.

## Galerija slika
- Centar mjesta
- Zaljev s usidrenim jedrilicama
- Ostaci rimske palače
- Ostaci kule i glavnog zida palače
- Pogled na Polače